# Castí de Bizanci
Castí de Bizanci   (segle II - 237 (Gregorià)) en grec antic: Καστίνος Α', va ser bisbe de Bizanci de l'any 230 al 237. Nicèfor Cal·list Xantopul l'anomena Constantinus.
Era senador a Roma i de religió pagana, i el bisbe Ciril·lià (probablement Ciríac I) el va convertir al cristianisme. Va repartir totes les seves riqueses entre els pobres i es va consagrar a l'església. Nomenat bisbe de Bizanci, va traslladar la catedral, que fins llavors estava situada al barri anomenat Gàlata, al centre de la ciutat, i segons la llegenda va dedicar el nou temple a Eufèmia de Calcedònia (cosa impossible, atès que santa Eufèmia no naixeria fins mig segle més tard).